# Lothar Francouzský
Lothar Francouzský (941 – 2. března 986, Laon) z dynastie Karlovců byl západofranský král v letech 954 až 986; předposlední panovník z karlovského rodu na západofranském trůnu.

## Život
Byl synem krále Ludvíka IV. a Gerbergy, sestry císaře Oty Velikého. Vládu v Západofranské říši nastoupil po smrti svého otce v roce 954. Zvolen byl v Remeši na popud své matky a jejich sourozenců (císař Ota I. a další). Jeho regentem se stal protivník jeho otce, pařížský hrabě Hugo Veliký, syn dřívějšího protikrále Roberta. Nezávisle vládnout začal Lothar teprve až po smrti Huga, strýce Bruna a matky Gerbergy. Věděl, že pařížská hrabata mají velký vliv a proto se ve snaze o jeho snížení spojil s hrabaty z Vermandois a Flander. 
Roku 966 se oženil s Emmou, dcerou italského krále Lothara II.
V roce 978 obsadil Lotrinsko, neboť císař Ota II. jmenoval Lotharova bratra Karla dolnolotrinským vévodou a Lothar se tak domníval, že mu toto území patří. Obsadil i Cáchy, na což císař odpověděl protiakcí, při níž s armádou obsadil Soissons, Remeš a Laon a dostal se až k Paříži. Jeho vojsko ale pod tlakem armády Huga Kapeta, syna Huga Velikého, a dalších šlechticů podporovaných Lotharem muselo s těžkými ztrátami ustoupit. Mír byl uzavřen v roce 980.
V roce 983 byl Lothar jmenován opatrovníkem osiřelého Oty III. Lothar I. zemřel 2. března 986 zanechaje po sobě syna-nástupce Ludvíka. Pohřben byl v bazilice sv. Remigia v Remeši.